# Discografia di Ray Charles
La discografia di Ray Charles comprende le opere pubblicate dal 1950 sino al 2004, anno in cui venne pubblicato il suo ultimo album postumo.

## Album
La lista completa degli album registrati e pubblicati da Ray Charles nel corso della sua carriera.

### Atlantic (1952-1964)
Gli album pubblicati dall'Atlantic Records grazie al materiale registrato da Ray Charles dal 1952 al 1959.
- 1957: Ray Charles
- 1957: The Great Ray Charles
- 1958: Soul Brothers con Milt Jackson
- 1958: Ray Charles at Newport
- 1958: Yes Indeed!
- 1959: What'd I Say
- 1959: The Genius of Ray Charles
- 1960: Ray Charles in Person
- 1961: The Genius Sings the Blues
- 1961: Soul Meeting con Milt Jackson
- 1961: The Genius After Hours
- 1961: The Greatest Ray Charles a.k.a. Do the Twist with Ray Charles

### ABC-Paramount
Gli album del periodo dell'ABC-Paramount, dal 1960 al 1973
- 1960: The Genius Hits the Road
- 1961: Dedicated to You
- 1961: Ray Charles and Betty Carter con Betty Carter
- 1961: Genius + Soul = Jazz (Impulse! Records)
- 1962: Modern Sounds in Country and Western Music
- 1962: Modern Sounds in Country and Western Music Volume Two
- 1963: Ingredients in a Recipe for Soul
- 1964: Sweet & Sour Tears
- 1964: Have a Smile with Me
- 1965: Live in Concert
- 1965: Together Again
- 1966: Crying Time
- 1966: Ray's Moods
- 1967: A Man and His Soul
- 1967: Ray Charles Invites You to Listen
- 1968: A Portrait of Ray
- 1969: I'm All Yours Baby!
- 1969: Doing His Thing
- 1970: Love Country Style
- 1970: My Kind of Jazz
- 1971: Volcanic Action of My Soul
- 1972: A Message from the People
- 1972: Through the Eyes of Love
- 1973: My Kind of Jazz Number II

### Crossover (1973-1976)
Gli album della prima metà degli anni '70, registrati per la Crossover, etichetta di proprietà dello stesso Ray Charles.
- 1974: Come Live Me
- 1975: Renaissance
- 1975: My Kind of Jazz Part 3
- 1976: Ray Charles Live in Japan

### RCA
- 1976: Porgy & Bess con Cleo Laine

### Atlantic (1977-1980)
L'elenco degli album del periodo del ritorno all'Atlantic Records.
- 1977: True to Life
- 1978: Love & Peace
- 1979: Ain't It So
- 1980: Brother Ray Is at It Again

### Columbia
La lista degli album del periodo "country" di Ray Charles alla Columbia.
- 1983: Wish You Were Here Tonight
- 1984: Do I Ever Cross Your Mind
- 1985: Friendship
- 1986: The Spirit of Christmas
- 1986: From the Pages of My Mind
- 1988: Just Between Us

### Warner Bros.
Gli album registrati per la Warner Bros., etichetta di Ray Charles per tutti gli anni '90.
- 1990: Would You Believe
- 1993: My World
- 1996: Strong Love Affair

### Crossover (2002)
Per la sua etichetta Ray Charles registrò e pubblicò il suo ultimo album solista.
- 2002: Thanks for Bringing Love Around Again

### Concord
Dopo aver lasciato la Warner Bros. Ray Charles registrò per la Concord il suo ultimo album prima di lasciare il suo pubblico.
- 2004: Genius Loves Company

### Rhino
- 2002: Ray Charles Sings For America
- 2004: Genius & Friends
- 2006: The Definitive Soul Collection
- 2007: The Way I Feel Vol 1,2,3 e 4

## Singoli

### Downbeat
I singoli pubblicati dalla Downbeat, la prima etichetta per la quale Ray Charles registrò, nel 1949. La Downbeat Records cambierà presto nome, a causa di un'omonimia con una rivista, in Swingtime; perciò esse possono essere considerate una sola etichetta discografica.
| Anno | Titolo                                       |
| ---- | -------------------------------------------- |
| 1949 | I Love, I Love You (I Will Never Let You Go) |
| 1949 | Confession Blues                             |
| 1949 | How Long Blues                               |
| 1949 | A Sentimental Blues                          |
| 1949 | Alone in the City                            |
| 1949 | Let's Have a Ball                            |

### Swingtime
I singoli pubblicati dalla Swingtime, un'etichetta minore con la quale Ray Charles ottenne un primo piccolo successo nel 1951 con la canzone Baby Let Me Hold Your Hand.
| Anno | Titolo                            |
| ---- | --------------------------------- |
| 1949 | I've Had My Fun (Going Down Slow) |
| 1949 | Ain't That Fine                   |
| 1949 | See See Rider                     |
| 1949 | Honey Honey                       |
| 1949 | Th'Ego Song                       |
| 1949 | Someday                           |
| 1951 | I Wonder Who's Kissing Her Now    |
| 1951 | Baby Let Me Hold Your Hand        |
| 1952 | Kissa Me Baby                     |
| 1952 | Baby Won't You Please Come Home   |
| 1952 | Let Me Hear You Call My Name      |
| 1953 | The Snow Is Falling               |

### Sittin' In With
| Anno | Titolo             |
| ---- | ------------------ |
| 1952 | I Can't Do No More |

### Rockin'
| Anno | Titolo              |
| ---- | ------------------- |
| 1952 | Walkin' and Talkin' |

### Atlantic (1952-1964)
L'elenco dei singoli registrati da Ray Charles dal 1952 al 1959 e pubblicati dalla Atlantic dal 1952 al 1967. L'artista tornerà poi a registrare per questa etichetta alla fine degli anni '70.
| Anno | Titolo                                 | US Black Chart | US Pop chart |
| ---- | -------------------------------------- | -------------- | ------------ |
| 1952 | "The Midnight Hour"                    |                |              |
| 1953 | "The Sun's Gonna Shine Again"          |                |              |
| 1953 | "Mess Around"                          | 23             |              |
| 1953 | "Feelin' Sad"                          |                |              |
| 1954 | "It Should've Been Me"                 | 5              |              |
| 1954 | "Don't You Know"                       | 10             |              |
| 1954 | "Losing Hand"                          |                |              |
| 1955 | "I Got a Woman"                        | 1(1)           |              |
| 1955 | "Come Back"                            | 4              |              |
| 1955 | "A Fool For You"                       | 1(1)           |              |
| 1955 | "This Little Girl of Mine"             | 9              |              |
| 1955 | "Blackjack"                            | 8              |              |
| 1955 | "Greenbacks"                           | 5              |              |
| 1956 | "Drown in My Own Tears"                | 1(2)           |              |
| 1956 | "Mary Ann"                             | 26             |              |
| 1956 | "Hallelujah I Love Her So"             | 4              |              |
| 1956 | "What Would I Do Without You"          | 30             |              |
| 1956 | "Lonely Avenue"                        | 6              |              |
| 1957 | "I Want to Know"                       |                |              |
| 1957 | "Ain't That Love"                      | 7              |              |
| 1957 | "Why Can't You?"                       | 29             |              |
| 1957 | "Swanee River Rock"                    | 10             | 34           |
| 1958 | "Talkin' 'Bout You"                    |                |              |
| 1958 | "Yes Indeed"                           | 23             |              |
| 1958 | "My Bonnie"                            |                |              |
| 1958 | "Rockhouse II"                         | 12             | 79           |
| 1958 | "(Night Time Is the) Right Time"       | 5              | 95           |
| 1959 | "That's Enough"                        | 19             | 40           |
| 1959 | "What'd I Say"                         | 1(6)           | 6            |
| 1959 | "I'm Movin' on"                        | 7              | 40           |
| 1959 | "I Believe To My Soul"                 | 7              |              |
| 1960 | "Let the Good Times Roll"              | 7              | 78           |
| 1960 | "Don't Let The Sun Catch You Cryin'"   | 14             |              |
| 1960 | "Just for a Thrill"                    | 16             |              |
| 1960 | "Doodlin'"                             |                |              |
| 1960 | "Tell Me You'll Wait for Me"           |                |              |
| 1960 | "Come Rain or Come Shine"              |                | 83           |
| 1961 | "A Bit of Soul"                        |                |              |
| 1961 | "Am I Blue"                            |                |              |
| 1961 | "Hard Times (Who Knows Better Than I)" |                |              |
| 1961 | "Carryin' That Load"                   |                |              |
| 1964 | "Talkin' 'Bout You"                    |                |              |
| 1967 | "Come Rain or Come Shine"              |                | 98           |

### ABC-Paramount
Durante il periodo alla ABC-Paramount, Ray Charles registra singoli che gli garantirono fama mondiale con brani noti come Georgia on My Mind e le sue cover di brani country. Eccone l'elenco completo.
| Anno | Titolo                                                     | US Black chart | US Pop chart | US Adult Contemporary chart |
| ---- | ---------------------------------------------------------- | -------------- | ------------ | --------------------------- |
| 1960 | "My Baby! (I Love Her, Yes I Do"                           | 27             |              |                             |
| 1960 | "Sticks and Stones"                                        | 2(1)           | 28           |                             |
| 1960 | "Tell the Truth"                                           | 13             |              |                             |
| 1960 | "Georgia on My Mind"                                       | 1(1)           | 1(1)         |                             |
| 1960 | "Them That Got"                                            | 6              | 58           |                             |
| 1960 | "Ruby"                                                     | 3              | 28           |                             |
| 1960 | "Hardhearthed Hannah"                                      | 24             | 55           |                             |
| 1961 | "One Mint Julep"                                           | 1(1)           | 8            |                             |
| 1961 | "I've Got News For You"                                    | 8              | 66           |                             |
| 1961 | "I'm Gonna Move to the Outskirts of Town"                  | 17             | 84           |                             |
| 1961 | "Hit the Road Jack"                                        | 1(7)           | 1(2)         | 6                           |
| 1961 | "Unchain My Heart"                                         | 1(2)           | 9            |                             |
| 1962 | "Baby It's Cold Outside"                                   | 29             | 91           |                             |
| 1962 | "At the Club"                                              | 7              | 44           |                             |
| 1962 | "Born to Lose"                                             | 14             |              |                             |
| 1962 | "But on the Other Hand Baby"                               | 10             | 72           |                             |
| 1962 | "I Can't Stop Loving You"                                  | 1(11)          | 1(5)         | 1                           |
| 1962 | "You Don't Know Me"                                        | 1(1)           | 2(1)         | 1                           |
| 1962 | "Careless Love"                                            | 14             | 60           |                             |
| 1962 | "Hide nor Hair"                                            | 7              | 20           |                             |
| 1962 | "You Are My Sunshine"                                      | 1(3)           | 7            |                             |
| 1962 | "Your Cheatin' Heart"                                      | 19             | 29           | 7                           |
| 1963 | "Don't Set Me Free"                                        | 3              | 20           |                             |
| 1963 | "Take This Chains from My Heart"                           | 2(1)           | 8            | 3                           |
| 1963 | "No One"                                                   | 4              | 21           | 6                           |
| 1963 | "Without Love (There Is Nothing)"                          | 15             | 29           |                             |
| 1963 | "The Brightest Smile in Town"                              |                | 92           |                             |
| 1963 | "Busted"                                                   | 1(2)           | 2(1)         |                             |
| 1963 | "That Lucky Old Sun"                                       | 5              |              |                             |
| 1964 | "Baby, Don't You Cry"                                      | 39             | 39           |                             |
| 1964 | "My Heart Cries for You"                                   | 38             |              |                             |
| 1964 | "My Baby Don't Dig Me"                                     |                |              |                             |
| 1964 | "No One To Cry to"                                         | 55             | 55           |                             |
| 1964 | "Smack Dab in the Middle"                                  | 52             | 52           |                             |
| 1964 | "A Tear Fell"                                              | 50             | 50           | 6                           |
| 1964 | "Makin' Whoopee"                                           | 14             | 46           |                             |
| 1965 | "Cry"                                                      | 58             |              |                             |
| 1965 | "I Gotta Woman"                                            | 79             |              |                             |
| 1965 | "Without a Song"                                           |                |              |                             |
| 1965 | "I'm a Fool to Care"                                       |                | 84           |                             |
| 1965 | "The Cincinnati Kid"                                       |                |              |                             |
| 1965 | "Crying Time"                                              | 5              | 6            | 1                           |
| 1966 | "Together Again"                                           | 10             | 19           | 1                           |
| 1966 | "Let's Go Get Stoned"                                      | 1              | 31           |                             |
| 1966 | "I Chose to Sing the Blues"                                | 22             | 32           |                             |
| 1966 | "Please Say You're Fooling"                                |                | 64           |                             |
| 1966 | "I Don't Need No Doctor"                                   | 45             | 72           |                             |
| 1967 | "Something Inside Me"                                      |                |              |                             |
| 1967 | "Here We Go Again"                                         |                |              |                             |
| 1967 | "In the Heat of the Night"                                 | 21             | 33           |                             |
| 1967 | "Yesterday"                                                | 9              | 25           |                             |
| 1968 | "That's a Lie"                                             |                |              |                             |
| 1968 | "Understanding"                                            | 13             | 46           |                             |
| 1968 | "Eleanor Rigby"                                            | 30             | 35           |                             |
| 1968 | "A Sweet Young Thing Like You"                             |                |              |                             |
| 1968 | "If It Wasn't for Bad Luck"                                | 21             | 77           |                             |
| 1969 | "I Didn't Know What It Was"                                |                |              |                             |
| 1969 | "Let Me Love You"                                          |                |              |                             |
| 1969 | "We Can Make It"                                           | 31             |              |                             |
| 1969 | "Claudie Mae"                                              |                |              |                             |
| 1970 | "Laughin' And Clownin'"                                    |                |              |                             |
| 1970 | "If You Were Mine"                                         | 19             | 41           |                             |
| 1971 | "Don't Change on Me"                                       | 13             | 36           |                             |
| 1971 | "Booty Butt"                                               |                | 31           |                             |
| 1971 | "Your Love Is so Dooggone Good"                            |                |              |                             |
| 1971 | "Feel So Bad"                                              | 16             | 68           |                             |
| 1971 | "What Am I Living for"                                     |                | 54           |                             |
| 1972 | "Look What They've Done to My Song, Ma"                    | 25             | 65           |                             |
| 1972 | "Hey Mister"                                               |                |              |                             |
| 1973 | "Every Saturday Night"                                     |                |              |                             |
| 1973 | "I Can Make It Thru The Days (But Oh Those Lonely Nights)" | 21             | 81           |                             |

### Crossover (1973-1976)
Dopo il periodo trascorso all'ABC-Paramount e prima di tornare all'Atlantic, Ray Charles registrò nella prima metà degli anni '70 per l'etichetta Crossover di sua proprietà. Registrò un ulteriore singolo nel 2002.
| Anno | Titolo                | US Black chart | US Pop chart |
| ---- | --------------------- | -------------- | ------------ |
| 1973 | Come Live With Me     | 30             | 82           |
| 1974 | Louise                |                |              |
| 1975 | Living for the City   | 22             | 91           |
| 1976 | America the Beautiful | 98             |              |

### RCA
| Anno | Titolo                 |
| ---- | ---------------------- |
| 1976 | Oh Lawd, I'm On My Way |

### Atlantic (1977-1980)
I singoli del secondo periodo di Ray Charles all'Atlantic Records.
| Anno | Titolo                 | US Black chart | US Pop chart |
| ---- | ---------------------- | -------------- | ------------ |
| 1977 | I Can See Clearly Now  | 35             |              |
| 1978 | Game Number Nine       |                |              |
| 1978 | Riding Thumb           |                |              |
| 1978 | Christmas Time         |                |              |
| 1979 | Some Enchanted Evening |                |              |
| 1979 | Just Because           | 69             |              |
| 1980 | Compared to What       |                |              |

### Columbia
L'elenco dei singoli registrati per la Columbia, con la rispettiva posizione nella classifica country.
| Anno | Titolo                                         | US Country chart | US Pop chart | US Adult Contemporary chart |
| ---- | ---------------------------------------------- | ---------------- | ------------ | --------------------------- |
| 1982 | Born to Love Me                                | 20               |              |                             |
| 1983 | 3/4 Time                                       | 37               |              |                             |
| 1983 | Ain't Your Memory Got No Pride At All          | 82               |              |                             |
| 1983 | We Didn't See a Thing                          | 6                |              |                             |
| 1984 | Do I Ever Cross Your Mind                      |                  |              |                             |
| 1984 | Woman Sensuous Woman                           |                  |              |                             |
| 1984 | (All I Wanna Do Is) Lay Around and Love on You |                  |              |                             |
| 1984 | Rock and Roll Shoes                            |                  |              |                             |
| 1984 | Seven Spanish Angels                           | 1                |              |                             |
| 1985 | It Ain't Gonna Worry My Mind                   | 12               |              |                             |
| 1985 | Two Old Cats Like Us                           | 14               |              |                             |
| 1986 | The Pages of My Mind                           | 34               |              |                             |
| 1986 | Dixie Moon                                     | 66               |              |                             |
| 1987 | Baby Grand (singolo di Billy Joel)             |                  | 75           | 3                           |

### Warner Bros.
Dopo due partecipazioni ad un singolo del 1980 con Clint Eastwood e ad uno del 1989 con Quincy Jones e Chaka Chan, Ray Charles cominciò a registrare regolarmente il suo materiale per l'etichetta discografica Warner Bros. per tutti gli anni '90.
| Anno | Titolo                            | US Black chart | US Pop chart | US Adult Contemporary chart |
| ---- | --------------------------------- | -------------- | ------------ | --------------------------- |
| 1980 | Beers to You (con Clint Eastwood) |                |              |                             |
| 1989 | I'll Be Good to You               | 1              | 18           |                             |
| 1989 | Ellie My Love                     |                |              |                             |
| 1990 | I'll Take Care of You             |                |              |                             |
| 1991 | Living Without You                |                |              |                             |
| 1991 | Fresh Out of Tears                |                |              |                             |
| 1993 | I'll Be There                     |                |              |                             |
| 1993 | A Song for You                    | 57             |              | 9                           |

### Crossover (2002)
| Anno | Titolo | US Black chart |
| ---- | ------ | -------------- |
| 2002 | Mother | 72             |

### Concord
| Anno | Titolo            | US Adult Contemporary chart |
| ---- | ----------------- | --------------------------- |
| 2005 | You Don't Know Me | 21                          |

## Partecipazioni e altro
Oltre ai suoi propri album e singoli, Ray Charles partecipò a canzoni di altri artisti (in aggiunta alle sopracitate I'll Be Good to You con Chaka Chan e Quincy Jones e Beers to You con Clint Eastwood. Di seguito una lista delle più note.
- Spirit in the Dark (reprise) eseguita live con Aretha Franklin e pubblicata nell'album Aretha Live at Fillmore West nel 1971 dall'Atlantic Records;
- Luvbug, con Scherrie Payne e Susaye Greene, pubblicata nel loro album Partners nel 1979 per l'etichetta Motown;
- Shake Your Tailfeather, con i The Blues Brothers, eseguita per l'omonimo film e pubblicata nell'LP della colonna sonora The Blues Brothers nel 1980;
- Everybody Has the Blues, con Tony Bennett, pubblicata nell'album del artista jazz The Art of Excellence (1986) per la Columbia;
- Baby Grand, con Billy Joel, pubblicata nell'album The Bridge nel 1986 per la Columbia;
- That's Where It's at, con Lou Rawls, pubblicata nell'album At Last nel 1989 per l'etichetta Blue Note;
- Till the Next Somewhere, eseguita insieme all'artista jazz di nuova generazione Dee Dee Bridgewater, pubblicata nell'album Victim of Love (1990) per la Polygram/Verve;
- My Friend, con i Take 6, pubblicata nel loro album Join the Band del 1994;
- A Song for You (già eseguita dal solo Ray Charles nel suo album My World) cantata insieme a Willie Nelson e Leon Russell durante lo show di Nelson Live and Kickin.

Inoltre Ray Charles partecipò a due pubblicità di note bevande e registrò per la pubblicità di una banca francese una cover del brano Imagine, performance reperibile sulla raccolta The Definitive Ray Charles e come bonustrack in un'edizione ampliata dell'album Strong Love Affair.